# 阿克斯特爾 (密蘇里州)
阿克斯特爾（英語：Axtell）是位於美國密蘇里州梅肯縣的非建制地區。

## 歷史
阿克斯特爾的郵局於1898年設立，其後於1931年停運。

## 地理
阿克斯特爾所處的海拔為高於海平面272米（即892英呎），而該地所採用的時區為UTC-6，即北美中部時區（CST）。同時該地設有夏令時間，為UTC-6調快一小時，即UTC-5（CDT）。